# Praamòl
Praamòl (italià Pramollo) és un municipi italià, situat a la ciutat metropolitana de Torí, a la regió del Piemont. L'any 2007 tenia 258 habitants. Està situat a la Vall Chisone, una de les Valls Occitanes. Forma part de la Comunitat Muntanyenca Vall Chisone i Vall Germanasca. Limita amb els municipis d'Angrogna, l'Envèrs de Pinascha, Perrero, Pomaret i San Germano Chisone.

## Administració
| Període | Identitat               | Partit        |
| ------- | ----------------------- | ------------- |
| 2004-   | Andrea Maria Borgarello | Llista cívica |